# Яго Аспас
Я́го А́спас Хунка́ль (ісп. Iago Aspas Juncal; нар. 1 серпня 1987 року, Моанья, Іспанія) — іспанський галісійський футболіст, нападник «Сельти».

## Кар'єра

### «Сельта»
Яго народився в Моаньї, Понтеведра. Пройшовши через молодіжні команди «Сельти», дебютував за головну команду в сезоні 2007-08 у Сегунді, згодом ще чотири сезони провів з командою у другому іспанському дивізіоні. У сезоні 2011-12 у чемпіонаті відзначився 23 голами, допомігши команді вийти до Ла Ліги. Сезон 2012/13 провів в елітному іспанському дивізіоні, де також зарекомендував себе як результативний форвард, записавши до свого активу 12 голів у першості, тобто майже кожний третій гол команди з Віго. Допоміг команді уникнути пониження у класі.

### «Ліверпуль»
29 травня стало відомо, що Аспас продовжить виступи в англійському «Ліверпулі», з яким футболісту залишилося погодити умови особистого контракту, оскільки клуби домовленість вже мають. 23 червня про трансфер було оголошено офіційно.
17 серпня Яго дебютував за нову команду у чемпіонаті в матчі першого туру проти «Сток Сіті», відзначившись точною передачею на Деніела Старріджа. Перший гол за «Ліверпуль» Аспас забив 5 січня 2014 року в матчі третього раунду Кубка Англії проти «Олдем Атлетіка». Утім цей гол залишився для нього єдиним у сезоні, а загальна кількість матчів у всіх турнірах, проведених за мерсісайдців обмежалась 15-ма.

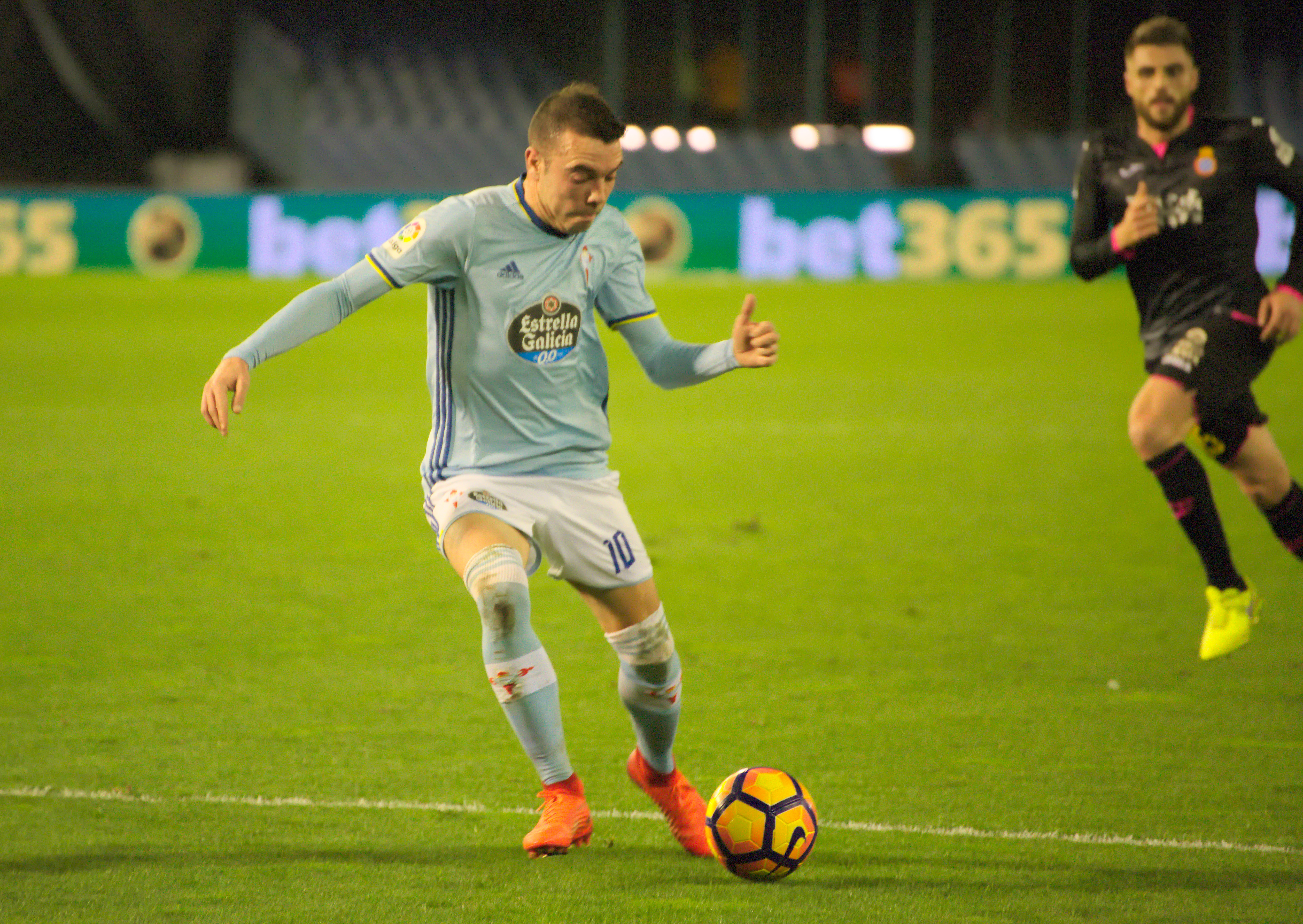
Аспас у грі за «Сельту» 2017 року.

### «Севілья»
Після того, як стало зрозуміло, що іспанський нападник не входить до найближчих планів тренерського штабу «Ліверпуля», у липні 2014 року він повернувся до Іспанії, ставши гравцем «Севільї» на умовах річної оренди з правом викупу. У севільській команді також не став основним нападником, провівши за сезону в усіх змаганнях 25 матчів, відзначившись 10 голами, щоправда 7 з них припали на ігри Кубка Іспанії.

### Повернення до «Сельти»
Попри це 12 червня 2015 року «Севілья» скористалася правом викупу грався в «Ліверпуля», щоправда лише для того, аби того ж дня погодити його повернення до «Сельти», з якою нападник уклав п'ятирічний контракт. Швидко адаптувався у добре знайомому йому клубі і вже 23 вересня 2015 року став співавтором впевненої перемоги «Сельти» над «Барселоною» (4:1), відзначившись у тій грі «дублем».
Поступово покращував свою результативність і в сезоні 2016/17 з 19-ма забитими у чемпіонаті голами став володарем Трофея Сарри — призу найкращому бомбардиру Ла-Ліги з іспанським паспортом. Наступного сезону знову став найкращим іспанським бомбардиром Прімери, цього разу з 22-ма голами.

## Виступи за збірну
20 травня 2016 року зіграв за збірну Галісії в товариській грі з Венесуелою (1:1), забивши гол.
15 листопада 2016 року дебютував в офіційних матчах у складі національної збірної Іспанії, вийшовши на заміну у товариській грі проти Англії і відзначивши свій дебют забитим голом. Протягом 2017 року регулярно викликався до лав іспнаської збірної, щоправда виходячи на поле здебільшого по ходу матчів з лави для запасних.
У травні 2018 року був включений до заявки національної команди для участі у тогорічному чемпіонаті світу в Росії. Маючи на той момент у своєму активі лише 8 матчів і 4 забитих голи за збірну, виявився другим за досвідом серед чотирьох форвардів у заявці «червоної фурії», поступаючись за цими показниками лише Дієго Кості. 

## Статистика виступів

### Статистика клубних виступів
Станом на 25 травня 2018 року
| Сезон                | Команда              | Чемпіонат            | Чемпіонат | Чемпіонат | Національний кубок | Національний кубок | Національний кубок | Континентальні кубки | Континентальні кубки | Континентальні кубки | Інші змагання | Інші змагання | Інші змагання | Усього | Усього |
| Сезон                | Команда              | Ліга                 | Ігор      | Голів     | Ліга               | Ігор               | Голів              | Ліга                 | Ігор                 | Голів                | Ліга          | Ігор          | Голів         | Ігор   | Голів  |
| -------------------- | -------------------- | -------------------- | --------- | --------- | ------------------ | ------------------ | ------------------ | -------------------- | -------------------- | -------------------- | ------------- | ------------- | ------------- | ------ | ------ |
| 2006–07              | «Сельта Б»           | СДБ                  | 21        | 1         | -                  | -                  | -                  | -                    | -                    | -                    | -             | -             | -             | 21     | 1      |
| 2007–08              | «Сельта Б»           | СДБ                  | 32        | 4         | -                  | -                  | -                  | -                    | -                    | -                    | -             | -             | -             | 32     | 4      |
| 2008–09              | «Сельта Б»           | СДБ                  | 31        | 6         | -                  | -                  | -                  | -                    | -                    | -                    | -             | -             | -             | 31     | 6      |
| Усього за «Сельту Б» | Усього за «Сельту Б» | Усього за «Сельту Б» | 84        | 11        |                    | -                  | -                  |                      | -                    | -                    |               | -             | -             | 84     | 11     |
| 2007–08              | «Сельта»             | СД                   | 0         | 0         | КІ                 | 0                  | 0                  | -                    | -                    | -                    | -             | -             | -             | 0      | 0      |
| 2008–09              | «Сельта»             | СД                   | 3         | 2         | КІ                 | 0                  | 0                  | -                    | -                    | -                    | -             | -             | -             | 3      | 2      |
| 2009–10              | «Сельта»             | СД                   | 36        | 4         | КІ                 | 7                  | 1                  | -                    | -                    | -                    | -             | -             | -             | 43     | 6      |
| 2010–11              | «Сельта»             | СД                   | 28+2      | 4+0       | КІ                 | 1                  | 1                  | -                    | -                    | -                    | -             | -             | -             | 31     | 5      |
| 2011–12              | «Сельта»             | СД                   | 35        | 23        | КІ                 | 3                  | 2                  | -                    | -                    | -                    | -             | -             | -             | 38     | 25     |
| 2012–13              | «Сельта»             | ПД                   | 34        | 12        | КІ                 | 3                  | 0                  | -                    | -                    | -                    | -             | -             | -             | 37     | 12     |
| 2013–14              | «Ліверпуль»          | ПЛ                   | 14        | 0         | КА+КЛ              | 1+0                | 1+0                | -                    | -                    | -                    | -             | -             | -             | 15     | 1      |
| 2014–15              | «Севілья»            | ПД                   | 16        | 2         | КІ                 | 5                  | 7                  | ЛЄ                   | 3                    | 1                    | СУ            | 1             | 0             | 25     | 10     |
| 2015–16              | «Сельта»             | ПД                   | 35        | 14        | КІ                 | 5                  | 4                  | -                    | -                    | -                    | -             | -             | -             | 40     | 18     |
| 2016–17              | «Сельта»             | ПД                   | 32        | 19        | КІ                 | 5                  | 2                  | ЛЄ                   | 12                   | 5                    | -             | -             | -             | 49     | 26     |
| 2017–18              | «Сельта»             | ПД                   | 34        | 22        | КІ                 | 3                  | 1                  | -                    | -                    | -                    | -             | -             | -             | 37     | 23     |
| Усього за «Сельту»   | Усього за «Сельту»   | Усього за «Сельту»   | 238+2     | 101       |                    | 27                 | 11                 |                      | 12                   | 5                    |               | -             | -             | 279    | 117    |
| Усього за кар'єру    | Усього за кар'єру    | Усього за кар'єру    | 352+2     | 114       |                    | 33                 | 19                 |                      | 15                   | 6                    |               | 1             | 0             | 403    | 139    |

### Статистика виступів за збірну
Станом на 25 травня 2018 року
| Дата       | Місто    | Господарі   | Результат | Гості      | Турнір            | Голи | Примітки  |
| ---------- | -------- | ----------- | --------- | ---------- | ----------------- | ---- | --------- |
| 15-11-2016 | Лондон   | Англія      | 2 – 2     | Іспанія    | товариський матч  | 1    | 46' - 65' |
| 24-3-2017  | Хіхон    | Іспанія     | 4 – 1     | Ізраїль    | Відбір до ЧС 2018 | -    | 83'       |
| 28-3-2017  | Сен-Дені | Франція     | 0 – 2     | Іспанія    | товариський матч  | -    | 84'       |
| 6-5-2017   | Мурсія   | Іспанія     | 2 – 2     | Колумбія   | товариський матч  | -    | 56'       |
| 5-9-2017   | Вадуц    | Ліхтенштейн | 0 – 8     | Іспанія    | Відбір до ЧС 2018 | 2    | 46'       |
| 9-10-2017  | Єрусалим | Ізраїль     | 0 – 1     | Іспанія    | Відбір до ЧС 2018 | -    | 46'       |
| 11-11-2017 | Малага   | Іспанія     | 5 – 0     | Коста-Рика | товариський матч  | -    | 46'       |
| 27-3-2018  | Мадрид   | Іспанія     | 6 – 1     | Аргентина  | товариський матч  | 1    | 46'       |
| Усього     |          | Матчів      | 8         |            | Голів             | 4    |           |

## Титули і досягнення

### Командні
- Переможець Ліги Європи (1):

«Севілья»: 2014–15

### Особисті
- Володар Трофея Сарри (3):

Сегунда: 2011/12
Прімера: 2016/17, 2017/18

## Особисте життя
Має старшого брата Хонатана, який також є футболістом.